# Établissement d'Émile Gallé (Nancy)
L’Établissement d'Émile Gallé est un atelier de décoration construit en 1894 par Émile Gallé dans un style Art nouveau. La façade actuelle a été refaite en 1912 par l'architecte Antoine.

## Situation
L’édifice est situé au 86 boulevard Jean-Jaurès à Nancy en Meurthe-et-Moselle.

## Histoire
Ancien atelier d’assemblage des meubles de l’établissement d'Émile Gallé et une cristallerie, l'atelier de décoration, construit en 1912, de style Art nouveau, reste le seul bâtiment véritablement conservé d'un ensemble ayant subi destructions et modifications. Il témoigne de ce courant artistique appliqué à un bâtiment industriel.
Le bâtiment est par la suite utilisé par l'École spéciale de radioélectricité.
Les façades, les toitures et les éléments de structure sont inscrits en tant que monument historique par arrêté du 24 octobre 2003.